# 戴斯蒙·屠圖
戴斯蒙·姆皮洛·屠圖（英語：Desmond Mpilo Tutu，1931年10月7日—2021年12月26日），舊譯涂德民，聖公會開普敦教區榮休大主教，也是南非聖公會首位非裔大主教，被譽為人權神學的先鋒。屠圖亦是1984年諾貝爾和平獎得獎者。他自1980年代開始致力於廢除南非種族隔離政策，並在1995年開始領導真相與和解委員會，促成南非的轉型正義而聞名於世。
屠圖自1985年到1986年出任約翰尼斯堡主教，之後從1986年至1995年間出任開普敦大主教。這兩項職務，屠圖都是首位出任的黑人。他以黑人神學與非洲神學的融合為目標，政治上自認是社會主義者。
出生於克萊克斯多普的一個貧窮家庭，是科薩人和茨瓦纳人的混血兒。屠圖在年幼時於南非各地搬來搬去。進入成年後，他受教師的培訓並與Nomalizo Leah Tutu結婚，並育有幾個孩子。1960年，他被任命為聖公會牧師，並於1962年移居英國，在倫敦國王學院學習神學。1966年，他回到南非，在聯邦神學院（Federal Theological Seminary of Southern Africa）任教，然後在波札那大學、賴索托大學和史瓦濟蘭聯合大學任教。1972年，他成為神學教育基金的非洲主任，這是位於倫敦的職位，但必須定期前往非洲。1975年回到南非，他先是擔任約翰尼斯堡聖瑪麗大教堂的院長，然後擔任賴索托主教，在反對南非種族隔離和白人少數統治的種族隔離制度方面發揮了積極作用。從1978年到1985年，他擔任南非教會理事會秘書長，逐漸成為南非最主要的反種族隔離積極分子之一。他雖然警告國民黨政府種族隔離會導致種族暴力，但作為一名活動家，他強調非暴力抵抗和引進外國經濟壓力來改變種族隔離政策。
1985年，他成為約翰內斯堡主教，並且在1986年成為開普敦大主教，這是南非聖公會等級中最高級的職位。在這一職位上，他強調了建立共識的領導模式，並監督引入女司鐸的工作。另外在1986年，他成為全非洲教會會議（All Africa Conference of Churches）的主席，進一步在非洲大陸考察。1990年，國家總統弗雷德里克·威廉·戴克拉克釋放了在監獄的反種族隔離活動家納爾遜·曼德拉後，雙方就種族隔離的解散達成協議。屠圖在談判中扮演著黑人派系之間的調解人的角色。在1994年的大選產生由曼德拉領導的聯合政府之後，後者選擇屠圖擔任真相與和解委員會主席，調查過去與反種族隔離團體進行的侵犯人權行為。自種族隔離制度瓦解以後，屠圖支持南非LGBT權益，並且在廣泛的主題上發表意見，其中包括以巴衝突、對伊拉克戰爭的反對，以及對南非總統塔博·姆貝基和雅各布·祖馬的批評。2010年，他從公職退休。
屠圖在1970年代成為知名人士時出現了對他兩極化的觀點。種族隔離的倡導者鄙視他，許多白人自由主義者認為他太激進了，共產主義者則批評了他的反共立場。他在大多數黑人中廣受歡迎，並因其反種族隔離運動而受到國際讚譽，獲得一系列獎項，包括諾貝爾和平獎。他還編了幾本他的演講和評論的書。
2021年12月26日，屠圖在開普敦逝世，享年90歲。

## 早年生平

### 童年：1931年－1950年
戴斯蒙·屠圖於1931年10月7日出生於在南非西北部的城市克萊克斯多普。他的母親Allen Dorothea Mavoertsek Mathlare出生在Boksburg的一個札那人家庭。他的父親Zachariah Zelilo Tutu來自科薩人的分支anaMfengu，並在東開普省的巴特沃斯長大。 這對夫婦在家都用科薩語交談。Zachariah在Lovedale學院接受小學教師訓練後，在Boksburg任職，在那娶了他的妻子。 1920年代後期，他在克萊克斯多普找到了一份工作；在Afrikaaner建立的城市，他和他的妻子居住在黑人的住宅區。它成立於1907年，當時被稱為「原住民場所（native location）」，雖然後來改名為Makoetend。 當地有個多元化的社區;雖然大多數是札那人，但它也安置了科薩人，巴索托族和一些印度貿易商。Zachariah曾擔任衛理公會小學的校長，他的家庭住在校長家裡，這是一個衛理公會教會院子裡的一個小泥磚建築。

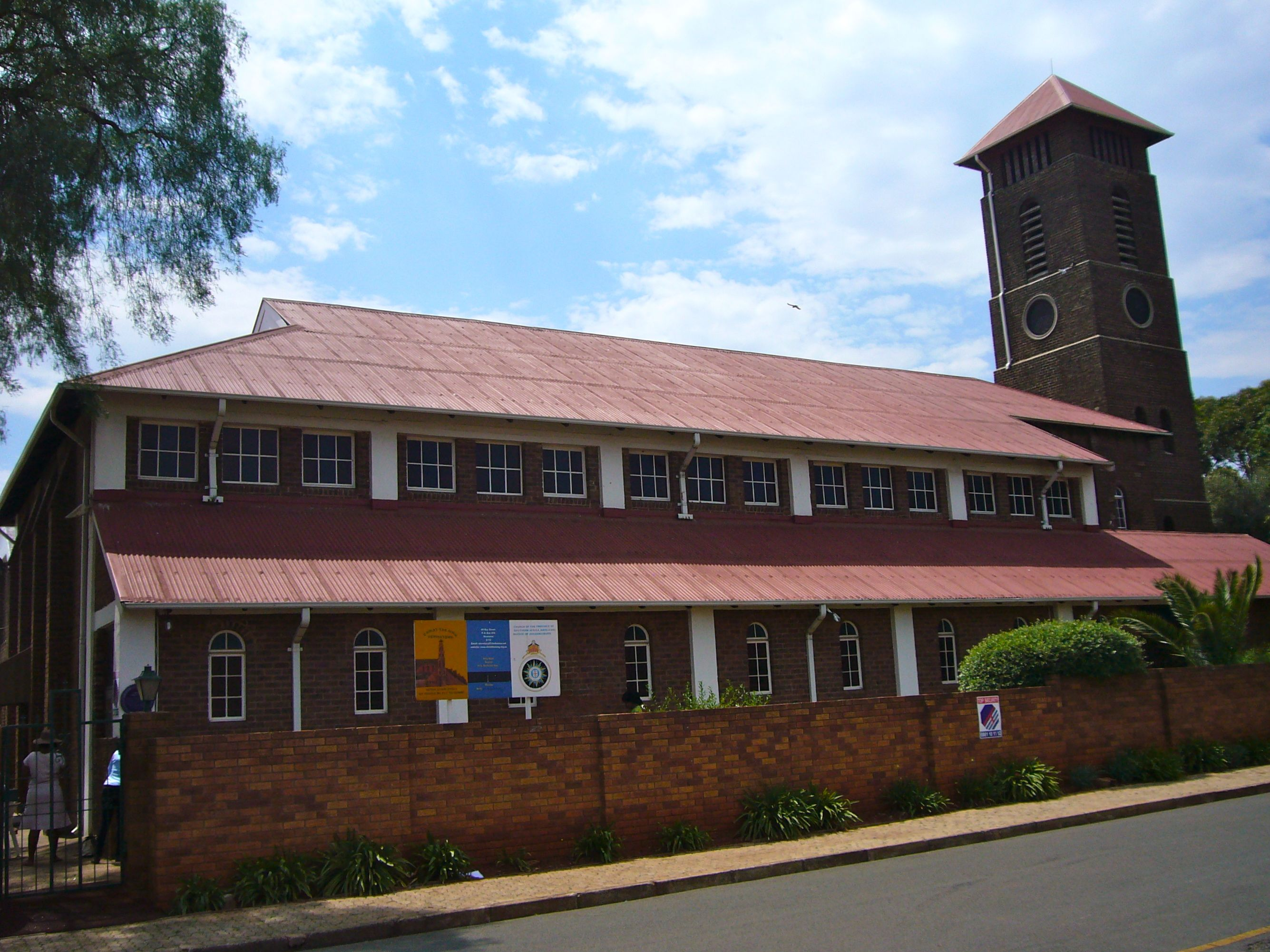
開普敦索菲亞鎮（Sophiatown）的聖公會基督君王堂，屠圖在此於牧師Trevor Huddlestone底下服務

屠圖家境貧窮； 屠圖後來形容他的家庭「我們雖然不富裕，但我們也沒有貧困。」屠圖有一個姐姐希薇亞（Sylvia），他稱她為「Mpilo」（生活），他父方祖母給他的一個名字。家裡的其他人稱他為「男孩」（Boy）。 屠圖是他父母的次子，他們的頭胎男孩Sipho在嬰兒時期死亡。屠圖從出生開始就體弱多病， 脊髓灰質炎使他右手萎縮，另一次是他因嚴重燒傷住院治療。屠圖喜歡他的父親，與他關係密切。雖然對他父親的酗酒和酒後毆打妻子感到憤怒。 他的家庭最初是衛理公會派，屠圖於1932年6月受洗入衛理公會。他們隨後改變了教派，首先是非洲衛理公會，然後是南部非洲聖公會。
1936年，全家搬到了Tshing，在那裡Zachariah援用衛理公會學校的原則：他們住在學校的一個小屋裡。在那裡屠圖開始他的初等教育，並與其他小孩踢足球，並且為聖公會聖法蘭西斯堂服務。他培養了對閱讀的熱愛，尤其是享受漫畫書和歐洲童話故事。在這裡，他還學習了該地區的主要語言南非荷蘭語。 他的父母在Tshing有一個第三個兒子Tamsanqa，他也在嬰兒時期死亡。 1941年前後，屠圖的母親搬到維瓦特斯蘭，在約翰尼斯堡西部盲人學院Ezenzeleni當廚師。屠圖隨她進入城市，首先與Roodepoort的阿姨生活在一起，然後他們在鄉鎮中獲得自己的房子。 在約翰內斯堡，他參加了衛理公會小學，然後轉到 St Agnes Mission中的瑞典寄宿學校（SBS）。幾個月後，他和父親一起搬到了川斯瓦東部的埃爾默羅。六個月後，兩人回到了Roodepoort West的家中，在那裡屠圖恢復了他在SBS的學習。他追求自己對基督教的興趣，12歲時在Roodepoort的聖瑪麗教堂接受了堅信禮。
屠圖並未通過在他小學考試的算術部分，但儘管如此，他的父親在1945年讓他進入約翰尼斯堡班圖高中，在那裡他學業上表現出色。在那裡，他加入了學校的橄欖球隊，終生熱愛這項運動。 在學校之外，他賣橘子和當白人高爾夫球手的球童賺錢。 為了避免每天乘坐火車上學的費用，他曾短暫居住在約翰尼斯堡附近，之後隨著父母在搬回Munsieville。他回到約翰尼斯堡搬進了一座宿舍，這個宿舍是在Sophiatown聖公會基督君王堂周圍的一部分。 他受到牧師Trevor Huddleston的影響，為教會服務。 1947年，屠圖感染結核病，並在Rietfontein住院18個月，在此期間他花費大量時間閱讀。在醫院裡，他經歷了一次割禮，表示他過渡到成年。他在1949年重返學校，並於1950年末參加了全國考試，獲得了二等獎。

### 學院和教學事業：1951年－1955年
要成為一名醫生，屠圖必須確保進入金山大學。然而，他的父母付不起學費。所以他轉向教師，取得政府於1951年在比勒陀利亞班圖師範學院（Pretoria Bantu Normal College）開設課程的獎學金，這是一所教師培訓機構。 在那裡，他擔任學生代表委員會（the Student Representative Councillor）的會計，幫助組織文學與戲劇協會（ Literacy and Dramatic Society），並主持文化和辯論協會（the Cultural and Debating Society）兩年。在一次當地的辯論會中他生平首次見到了律師和未來的總統納爾遜·曼德拉 ，後者並不記得這次會議，而直到1990年兩人才再次見面。在大學期間，他獲得了他的川斯瓦省班圖教師文憑，從活動家Robert Sobukwe那裡獲得關於考試的建議。他還接受了南非大學（UNISA）提供的五門函授課程，和未來的辛巴威領導人羅伯·穆加比一樣在同一班級畢業。
1954年，屠圖開始在Madibane中學教英語; 第二年，他轉到Krugersdorp中學，他在那裡教英語和歷史。他開始對他姊姊Gloria的朋友Nomalizo Leah Shenxane求愛，對方正在學習成為一名小學教師。他們於1955年6月在克魯格斯多普土著專員法院（Krugersdorp Native Commissioner's Court）合法結婚 ,然後在瑪麗女王使徒教堂（Church of Mary Queen of Apostles）接受了羅馬天主教婚禮。雖然屠圖是新教徒，但由於Leah的羅馬天主教信仰，屠圖同意舉行天主教婚禮。 這對新婚夫婦最初住在屠圖的父母家中的一個房間裡，六個月後才租住自己的房子。 他們的第一個孩子Trevor出生於1956年4月， 他們的第一個女兒Thandeka在16個月後出現。 這對夫婦任職於聖保羅教堂（St Paul's Church），屠圖自願擔任主日學校教師、唱詩班指揮助理（assistant choirmaster）、教會委員（church councillor）、佈道者（lay preacher）和副執事（sub-deacon），而在教堂外他還自願擔任當地球隊的足球管理員。

### 加入神職人員：1956年－1966年

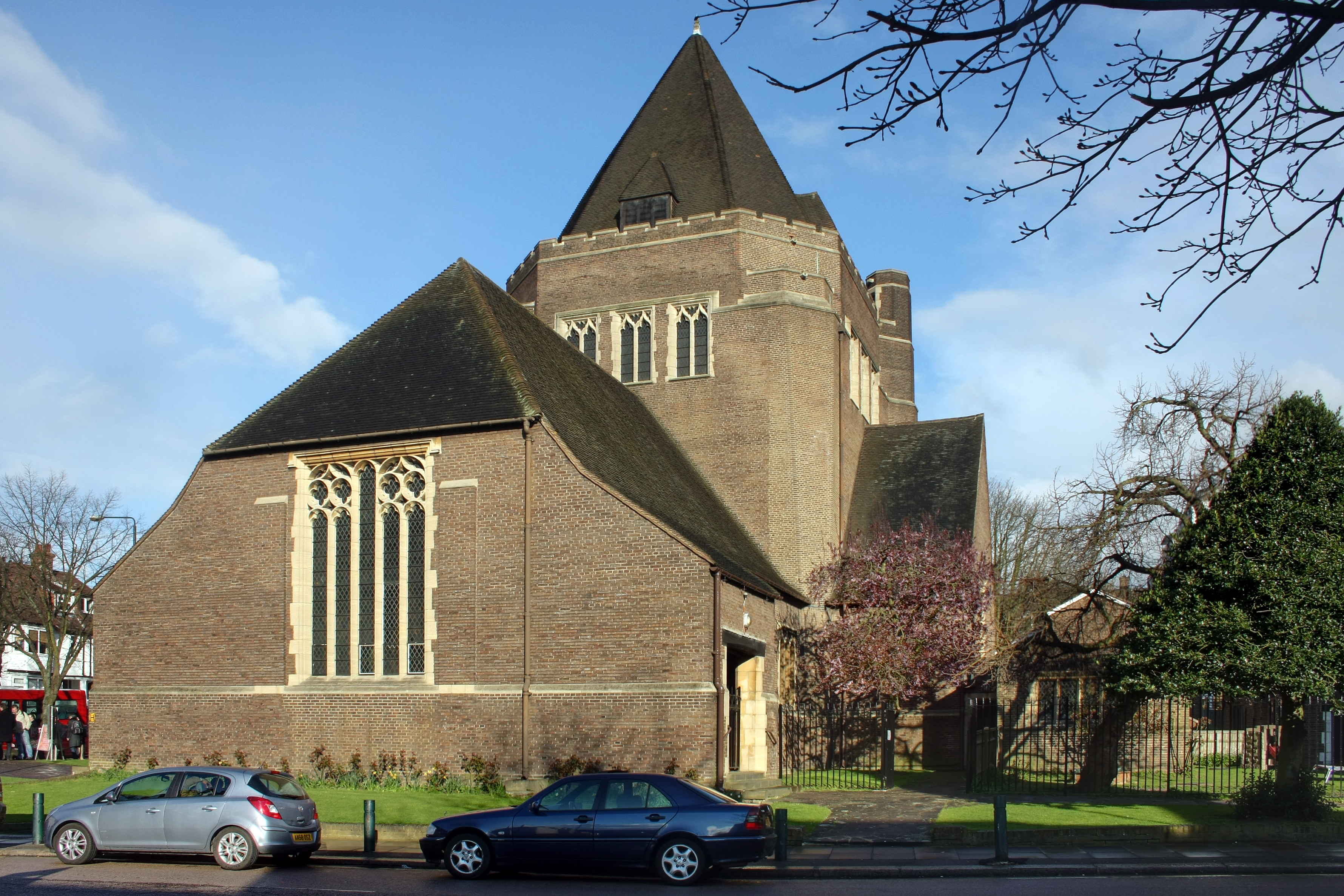
屠圖第一次服侍白人群眾的的殉道者聖奧本堂（the Church of St Alban the Martyr）, 屠圖與他的家人住在助理牧師（curate）的公寓（flat）

1953年，極右派的國民黨政府推出了班圖教育法，作為進一步推行種族隔離事業的手段。屠圖和他的妻子都不喜歡這些改革，並決定離開教學界。隨著Huddleston的支持，屠圖離開教學專業成為英國國教的牧師。1956年1月，他申請加入Ordinands Guild，但因債務而被拒絕，這些錢由富有的實業家和慈善家哈利·歐本海默付清。 屠圖被位於約翰尼斯堡Rosettenville的聖彼得神學院錄取，這是由聖公會管理的Community of the Resurrection. 學院是住宅，屠圖住在那裡。而他的妻子在Sekhukhuneland開始做護士培訓，他的孩子和他的父母住在Munsieville。1960年8月，他的妻子生下了另一個女兒娜歐蜜（Naomi）。
在大學裡，屠圖學習了聖經、聖公會教義、教會歷史和基督教倫理。該校的校長Godfrey Pawson寫道，屠圖「有非凡的知識和智慧，非常勤勞。 同時，他表現出不傲慢，合群和受歡迎......他有明顯的領導能力」。 他因為討論基督教和伊斯蘭教而贏得了大主教的年度論文獎。 在他大學期間，南非反種族隔離激進主義的激化加劇，同時政府對這一異議的打擊日益增加。1960年3月發生的沙佩維爾大屠殺造成數百人死傷。 屠圖和他的其他學員沒有動員起來支持反種族隔離運動，他後來指出「我們在某些方面是一個非政治性的群體」。
1960年12月，愛德華·佩吉特在約翰尼斯堡聖馬利亞座堂按立屠圖為聖公會牧師。隨後，屠圖被任命為聖奧班堂區（St Alban's Parish）Benoni的助理牧師（assistant curate）, 與他的妻子和孩子們團聚。他們住在一個改裝過的車庫裡。 他每個月賺72.50南非鍰，這是他白人同行的三分之二。1962年，屠圖被轉移到Thokoza的聖腓力堂（Philip's Church），他被安排在會眾的管理下，並培養了對牧靈事工的熱情。在南非白人主導的聖公會中的許多人認為需要更多的土著非洲人擔任教會權威。為了解決這一點，提議屠圖在英國倫敦國王學院受神學教師的訓練。 從國際宣教協會（International Missionary Council）的神學教育基金（Theological Education Fund；TEF）獲得資金，並且政府同意讓屠圖移居英國。
在國王學院的神學系，屠圖在Dennis Nineham、Christopher Evans、Sydney Evans、Geoffrey Parrinden、Eric Mascall等神學家之下學習。在倫敦，屠圖在經歷了沒有種族隔離和南非法律的生活之下感到解放， 他後來指出，「英國有種族歧視，但我們沒有接觸到它」。屠圖全家搬到格德斯綠地的殉道者聖奧本堂（the Church of St Alban the Martyr）後面的助理牧師（curate）的公寓（flat）裡，屠圖以協助周日禮拜的條件換取免租金，這是他第一次服務白人會眾。在公寓居住時期，屠圖的一個女兒Mpho Andrea於1963年出生。屠圖在學術上取得了成功，他的指導導師建議他轉換為榮譽文憑，這也導致他為了榮譽文憑的必要研究希伯來語。
在他的學士學位結束時，他決定繼續攻讀碩士學位，以獲得TEF資助。 他從1965年10月到1966年9月學習碩士學位，完成了他關於西非伊斯蘭教的學位論文。在此期間，家人從格德斯綠地搬到薩里郡的Bletchingley，在那屠圖擔任聖馬利亞堂的助理牧師（assistant curate）。在村裡，他鼓勵他的英國聖公會教友與當地的羅馬天主教以及衛理公會之間的合作。屠圖在倫敦的時期使他放棄了對白人和種族自卑感的痛苦，他克服了對白人順從的習慣。

## 在種族隔離時期的職業生涯

### 南非和賴索托的教學：1966年－1972年
1966年，屠圖一家人離開英國，經巴黎和羅馬前往東耶路撒冷。 在這個城市花了兩個月的時間，屠圖在聖喬治學院學習阿拉伯語和希臘語。他對這個城市的猶太人和阿拉伯裔居民之間的緊張程度感到震驚。 從那裡，屠圖一家人回到南非，在維瓦特斯蘭與家人共度聖誕節。 他們發現很難重新適應一個受到隔離和種族隔離法影響的社會。他嘗試以研究《古蘭經》中的摩西做為主題，以尋求在南非大學攻讀博士學位的可能性。但這個計劃並未實現。1967年，他們前往東開普省的愛麗絲，那裡剛建立了南非聯邦神學院（Fedsem），這是來自不同基督教教派的培訓機構的合併。屠圖在那受聘教導教義，舊約聖經和希臘文。屠圖是這間學院的第一位黑人工作人員，其中大部分是歐洲或美國的外籍人士。不同於其他大多數的南非社會，學校允許一定程度的族群融合。屠圖的妻子Leah還在圖書館助理中獲得了就業機會。
他們把孩子送到史瓦濟蘭的一所私立寄宿學校，從而確保他們不受南非政府班圖人教育法的指導。
在聖彼得的時候，屠圖還加入了一個泛新教團體，教會團結委員會（Church Unity Commission），並在南部非洲的聖公會、天主教會談中擔任代表。此時他也開始在學術期刊和時事雜誌上發表文章。
屠圖也被鄰近的Fort Hare大學任命為聖公會牧師（the Anglican chaplain）。 在當時一個不尋常的舉動中，他邀請女學生與男性一起在聖體聖事中同行。他加入聖公會學生代表團，參加聖公會學生聯合會和大學基督教運動的會議。在這種環境之下，黑人覺醒運動在史蒂夫·比科和Barney Pityana等人物的領導下出現，雖然不反對與其他種族團體一道打擊種族隔離，但是作為黑人意識的代表人物，屠圖一直支持該運動的努力。 1968年8月，他發表了一篇佈道，比較南非和東方集團的情況，將反種族隔離抗議比作最近發生的布拉格之春。 9月，Fort Hare的學生就大學的管理政策舉行了靜坐抗議活動，在被警察和警犬包圍後，屠圖闖入人群中與示威者一起祈禱。這是他第一次目睹國家權力用來壓制異見人士，第二天他在公開祈禱時哭泣。
儘管屠圖已預定擔任聯邦神學院的副校長，但他決定離開神學院接受在羅馬的波札那大學、賴索托大學和史瓦濟蘭聯合大學（UBLS）的教學職位。這個新的職位讓他能夠更親近他的孩子，並提供兩倍於他在聯邦神學院獲得的薪水。1970年1月，屠圖和他的妻子搬到了UBLS校園; 儘管大學的政策是非種族和包容性的，但他的大部分同事都是來自美國或英國的白人外籍人士。除了他的教學職位外，他還成為了大學的聖公會牧師和兩個學生宿舍的管理者（warden）。在賴索托，他加入了賴索托普世協會（Lesotho Ecumenical Associatio）的執行委員會，並擔任聯邦神學院和Rhodes大學的外部審查員。他多次返回南非，包括1971年2月在屠圖父親去世前不久訪問他。

### TEF非洲理事：1972年－1975年
神學教育基金會（TEF）向屠圖提供了一個非洲理事的職位，這個職位需要搬遷到倫敦。屠圖同意了，儘管最初被南非當局拒絕離開。自從他參與了Fort Hare學生的抗議活動以來，他們一直懷疑他，並且也越來越反對TEF運行的普世教協（WCC），因為它已經譴責種族隔離政策為非基督教徒。在屠圖堅持認為擔任這一職位將是對南非的良好宣傳之後，使當局對此讓步。1972年3月，他回到了英國。TEF的總部位於倫敦東南部的布羅姆利鎮，屠圖家族住在格羅夫公園附近，屠圖成為聖奧古斯丁教堂的名譽副牧師（honorary curate）。
屠圖曾回憶，當時由於普世教協因反種族歧視、金源「非洲民族議會」和「泛非民族議會」，而遭南非政府視為眼中釘。因此南非政府核發護照給黑人成為破天荒之舉。當時屠圖參與的團隊由四位副主任及執行主任組成。值得一提的是，執行主任是台灣長老教會領袖人物黃彰輝牧師。當時的團隊在黃彰輝的維繫下，使大家能夠在激烈的唇槍舌戰下仍能保持友誼，將五人團結起來。
屠圖的工作需要評估對神學訓練機構和學生的補助金。 這需要他在1970年代初期巡迴非洲的大部分地區，並且他寫下了他的經歷。例如在薩伊，他抱怨普遍存在的腐敗和貧困，同時抱怨蒙博托·塞塞·塞科的「軍政府......使來自南非的黑人極大痛苦」。 在奈及利亞，他首先親眼目睹了基督徒和穆斯林在現實生活中的互動，並對伊博族在他們的比亚法拉共和国遭受破壞後的不滿表示關注。 1972年，他在東非旅行，在那裡他被乔莫·肯雅塔的肯亞政府留下深刻印象，目睹了伊迪·阿敏驅逐烏干達亞裔人。回到英格蘭時，屠圖遇到了他在該國唯一的種族主義遭遇之一。一個陌生人告訴他「你這個雜種，滾回去烏干達（You bastard, get back to Uganda）」，將他誤認為是烏干達的亞裔難民。屠圖也認知到他還保留了自己潛意識的反黑人種族主義思想：在奈及利亞的一架飛機上，當他發現飛行員和副駕駛員都是黑人時，感到一種「挑剔式的擔憂（nagging worry）」。他已經習慣於認為只有白人可以被委以這樣的責任。
在1970年代早期，屠圖在非洲的經歷和他對解放神學的發現，從根本上改變了他的神學思想。這是1971年秘魯古斯塔沃·古鐵雷斯神父創造的一個名詞，由TEF的拉丁美洲副主任Aharon Sapsezian介紹給屠圖。 在發現黑人神學時，屠圖迅速地被吸引，他於1973年參加紐約市協和神學院關於這一主題的會議。 在那裡，他提交了一篇論文，當中他說明「黑人神學是一種參與而非學術，超脫的神學。它是一種直覺的神學，與真正的關注，黑人的生死問題有關」。他表示，他的論文並非試圖展示黑人神學的學術，而是試圖「對現存的一種直截了當，也許是尖銳的聲明。黑人神學不需要任何人的許可...坦率地說，我們等待白人允許我們做我們的事情的時代已經過去了。他們是否在知性上接受對我們運動的尊重，在很大程度上是不重要的。我們將不顧一切。」屠圖尋求將非洲裔美國人的黑人神學與非洲神學融合在一起，這種方法與其他非洲神學家如John Mbiti的觀點形成鮮明對比，後者將黑人神學視為與非洲局勢無關的外國進口品。

## 著作
屠圖著有7本佈道集和其他著作：
- Crying in the Wilderness, Eerdmans, 1982. ISBN 978-0-8028-0270-5
- Hope and Suffering: Sermons and Speeches, Skotaville, 1983. ISBN 978-0-620-06776-8
- The Words of Desmond Tutu, Newmarket, 1989. ISBN 978-1-55704-719-9
- The Rainbow People of God: The Making of a Peaceful Revolution, Doubleday, 1994. ISBN 978-0-385-47546-4
- Worshipping Church in Africa, Duke University Press, 1995. ASIN B000K5WB02
- The Essential Desmond Tutu, David Phillips Publishers, 1997. ISBN 978-0-86486-346-1
- No Future without Forgiveness, Doubleday, 1999. ISBN 978-0-385-49689-6
- An African Prayerbook, Doubleday, 2000. ISBN 978-0-385-47730-7
- God Has a Dream: A Vision of Hope for Our Time, Doubleday, 2004. ISBN 978-0-385-47784-0
- Desmond and the Very Mean Word , Candlewick, 2012. ISBN 978-0-763-65229-6
- The Book of Forgiving: The Fourfold Path for Healing Ourselves and Our World, HarperOne, 2015. ISBN 978-0062203571

## 外部連結
- BBC：杜圖個人簡歷 （页面存档备份，存于）
- The Desmond Tutu Peace Centre （页面存档备份，存于）
- Nobel e-Museum （页面存档备份，存于） Desmond Tutu biography
- Bruderhof Peacemakers Guide profile on Desmond Tutu
- Nobel lecture （页面存档备份，存于）, 1984年12月11日
- Desmond Tutu's speech on Citizenship in Post-Conflict Societies at King's, January 23 2004 （页面存档备份，存于）